# Jon Voight
Jon Voight, właśc. Jonathan Vincent Voight (ur. 29 grudnia 1938 w Yonkers) – amerykański aktor, reżyser, scenarzysta i producent filmowy.
Laureat Oscara, festiwalu w Cannes, Złotego Globu, a także nagrody krytyków filmowych w Los Angeles i Nowym Jorku za rolę w filmie Powrót do domu (1978), nominowany do Oscara, laureat Złotego Globu i BAFTA za występ w filmie Nocny kowboj (1969).

## Życiorys

### Wczesne lata
Urodził się w Yonkers w stanie Nowy Jork w rodzinie rzymskokatolickiej jako syn Barbary (z domu Kamp; 1910–1995), z pochodzenia Niemki, i golfisty Elmera Voighta (pierwotnie Voytka; 1909–1973), który był z pochodzenia Słowakiem. W 1956 ukończył Archbishop Stepinac High School w White Plains, a w 1960 został absolwentem The Catholic University of America. Dorastał z dwoma braćmi, Barrym (ur. 1937), wulkanologiem na Pennsylvania State University, i Jamesem Wesleyem (ur. 21 marca 1940), piosenkarzem i współautorem m.in. przebojów „Wild Thing” i „Angel of the Morning”. Ich dziadek i babka ze strony ojca byli imigrantami ze Słowacji, a dziadek i babka ze strony matki byli imigrantami niemieckimi.
Po ukończeniu studiów przeniósł się do Nowego Jorku, gdzie rozpoczął karierę aktorską. W 1960 studiował aktorstwo w Neighborhood Playhouse, a jego mentorem był Sanford Meisner.

### Kariera
Pojawił się gościnnie w serialach ABC Naked City (1963), CBS The Defenders (1963) i Gunsmoke (1966-69). W styczniu 1965 wystąpił na scenie Off-Broadwayu jako Rodolfo w sztuce Arthura Millera Widok z mostu (A View from the Bridge). W 1966 spędził sezon w California National Shakespeare Festival. W następnym roku zdobył Theatre World Award za rolę w spektaklu That Summer, That Fall i grał tytułową rolę w komedii fantasy Philipa Kaufmana Nieustraszony Frank (Fearless Frank, 1967). Za kreację hustlera Joego Bucka w dramacie Johna Schlesingera Nocny kowboj (Midnight Cowboy, 1969) u boku Dustina Hoffmana zdobył nominację do Oscara, a także otrzymał nagrodę Złotego Globu i BAFTA. Film zapewnił mu międzynarodową rozpoznawalność. W 1970 odrzucił główną rolę w filmie Love Story.
W 1978 został laureatem Oscara za kreację Luke’a Martina, poruszającego się na wózku inwalidzkim weterana wojny wietnamskiej w filmie Powrót do domu (Coming Home).
W melodramacie Franco Zeffirelli'ego Mistrz (The Champ, 1979) wcielił się w postać Billy’ego Flynna, byłego mistrza bokserskiego, który zakończył karierę. Zdobył uznanie krytyków za rolę bezwzględnego rabusia bankowego Oscara 'Manny’ego' Manheima w dramacie sensacyjno-przygodowym Andrieja Konczałowskiego Uciekający pociąg (Runaway Train, 1985).

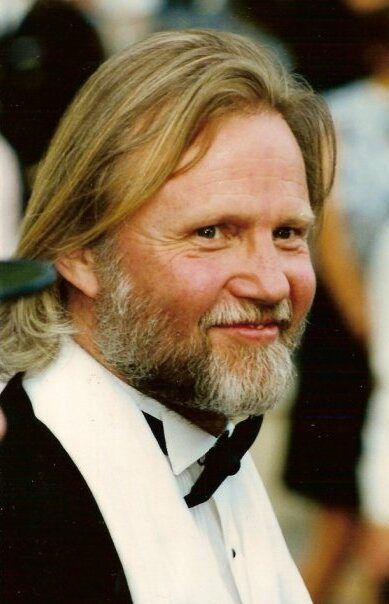
Aktor w Cannes (1993)

Kolejną nominację do Złotego Globu zdobył jako John Wright w dramacie Johna Singletona Rosewood w ogniu (Rosewood, 1997). Był Noem w biblijnym filmie telewizyjnym Johna Irvina Arka Noego (1999).
Grał także w filmach biograficznych: Ali (2001) jako Howard Cosell, Powstaniu (Uprising, 2001) Jona Avneta jako nazistowski oficer Jürgen Stroop i miniserialu telewizyjnym Jan Paweł II (Pope John Paul II, 2005) jako papież Jan Paweł II. W 2013 wygrał Złoty Glob i był dwukrotnie nominowany do nagrody Emmy (w 2013 i 2015 roku) za rolę drugoplanową w serialu Ray Donovan.

### Życie prywatne
Był dwukrotnie żonaty. 30 kwietnia 1962 poślubił aktorkę Lauri Peters, z którą rozwiódł się w 1967. 12 grudnia 1971 ożenił się z aktorką i modelką Marcheline Bertrand, z którą ma dwoje dzieci: syna Jamesa Havena (ur. 11 maja 1973) i córkę Angelinę Jolie (ur. 4 czerwca 1975). Po separacji z żoną w 1976 związał się z aktorką Stacey Pickern.

## Filmografia

### Scenarzysta
- 1982: Lookin' to Get Out
- 1989: Wieczność (Eternity)

### Reżyser
- 1995: Tin Soldier

### Obsada aktorska
- 1967: Generał Custer (Custer of the West) jako żołnierz-inwalida
- 1967: Fearless Frank jako Nieustraszony Frank
- 1967: Godzina ognia (Hour of the Gun) jako Curly Bill Brocius
- 1969: Nocny kowboj (Midnight Cowboy) jako Joe Buck
- 1970: Paragraf 22 (Catch-22) jako Milo Minderbinder
- 1970: Rewolucjonista (The Revolutionary) jako A
- 1972: Uwolnienie (Deliverance) jako Ed Gentry
- 1973: The All-American Boy jako Vic Bealer
- 1974: Conrack jako Pat Conroy
- 1974: Akta Odessy (The Odessa File) jako Peter Miller
- 1975: Koniec gry (Der Richter und sein Henker) jako Walter Tschanz
- 1978: Powrót do domu (Coming Home) jako Luke Martin
- 1979: Mistrz (The Champ) jako Billy Flynn
- 1982: Lookin' to Get Out jako Alex Kovac
- 1983: Table for Five jako J.P. Tannen
- 1985: Uciekający pociąg (Runaway Train) jako Oscar 'Manny' Manheim
- 1986: Pustynny kwiat (Desert Bloom) jako Jack Chismore
- 1990: Wieczność (Eternity) jako Edward/James
- 1991: Chernobyl: The Final Warning jako dr Robert Gale
- 1992: Ostatni który przeżył (The Last of His Tribe) jako profesor Albert Kroeber
- 1992: Zatopić „Rainbow Warrior” (The Rainbow Warrior) jako Peter Willcox
- 1993: Return to Lonesome Dove jako kapitan Woodrow F. Call
- 1995: Skazaniec (Convict Cowboy) jako Ry Weston
- 1995: Gorączka (Heat) jako Nate
- 1995: Tin Soldier jako Yarik
- 1996: Mission: Impossible jako Jim Phelps
- 1997: Poszukiwany (Most Wanted) jako Adam Woodward
- 1997: Chłopcy będą chłopcami (Boys Will Be Boys) jako Lt. Palladino
- 1997: Rosewood w ogniu (Rosewood) jako John Wright
- 1997: Zaklinacz deszczu (The Rainmaker) jako Leo Drummond
- 1997: Droga przez piekło (U Turn) jako ślepy mężczyzna
- 1997: Anakonda (Anaconda) jako Paul Sarone
- 1998: Generał (The General) jako Ned Kenny
- 1998: Wróg publiczny (Enemy of the State) jako Thomas Brian Reynolds
- 1998: Magik (The Fixer) jako Jack Killoran
- 1999: Najlepszy przyjaciel (A Dog of Flanders) jako Michel La Grande
- 1999: Luz Blues (Varsity Blues) jako Bud Kilmer
- 1999: Książę i surfingowiec (The Prince and the Surfer) jako prezenter
- 1999: Arka Noego (Noah's Ark) jako Noe
- 2001: Powstanie (Uprising) jako Jurgen Stroop
- 2001: Tomb Raider (Lara Croft: Tomb Raider) jako lord Croft
- 2001: Ali jako Howard Cosell
- 2001: Lara Croft: Tomb Raider jako lord Richard Croft
- 2001: Jack i Czarodziejska Fasola (Jack and the Beanstalk: The Real Story) jako Siggy
- 2001: Pearl Harbor jako prezydent Franklin Delano Roosevelt
- 2001: Zoolander jako Larry Zoolander
- 2002: Zdobyć puchar (Second String) jako trener Dichter
- 2003: Kto pod kim dołki kopie... (Holes) jako pan Sir/Marion Sirvio
- 2003: Jasper, Texas jako Billy Rowles
- 2004: The Karate Dog jako Hamilton Cage
- 2004: Kandydat (The Manchurian Candidate) jako senator Thomas Jordan
- 2004: Super Babies: Baby Geniuses 2 jako Bill Biscane/Kane
- 2004: Skarb narodów (National Treasure) jako Patrick Gates
- 2004: Pięć osób, które spotkamy w niebie (The Five People You Meet in Heaven) jako Eddie
- 2005: Jan Paweł II (Pope John Paul II) jako Jan Paweł II
- 2005: The Uninvited jako Bonilla
- 2005: Solo jako detektyw Bonilla
- 2006: Glory Road jako trener Adolph Rupp
- 2006: Wrześniowy świt
- 2007:: Transformers jako sekretarz Obrony John Keller
- 2007: Skarb narodów: Księga tajemnic jako Patrick Gates
- 2008: W cieniu chwały jako Francis Tierney Sr
- 2009: 24 godziny (24) jako Jonas Hodges
- 2012:  Beyond-tajemnicze porwanie Amy Noble jako detektyw Jon Koski
- 2013: Dracula: The Dark Prince jako Leonardo Van Helsing
- od 2013: Ray Donovan jako Mickey Donovan
- 2015: Woodlawn jako Paul Bryant
- 2015: Baby Geniuses and the Space Baby jako Moriarty
- 2016: Fantastyczne zwierzęta i jak je znaleźć jako Henry Shaw Sr.
- 2016: JL Ranch  jako John
- 2017: Same Kind of Different as Me jako Earl Hall
- 2017: Riley's Peak jako Gus
- 2020: Wyrok na niewinnych jako Warren E.Burger

### Producent
- 2004: The Karate Dog

### Występy gościnne
- 1955-1975: Gunsmoke jako Tetter Karlgren
- 1964-1967: Twelve O'Clock High jako kapitan Holtke
- 1967: Coronet Blue jako Peter Wicklow
- 1967-1969: N.Y.P.D.

## Nagrody
- Nagroda Akademii Filmowej 1978: Powrót do domu